# Elektrický tok
Elektrický indukční tok, zkráceně též elektrický tok (zastarale dielektrický tok či posuvný tok) je skalární fyzikální veličina používaná pro popis elektrického pole v prostředí.

## Značení, definice a jednotky
- Doporučené značení: Ψ[2]
- Definice:[2]
Elektrický indukční tok je definován jako tok vektoru elektrické indukce D danou plochou S:
{\displaystyle \Psi =\int _{S}\mathbf {D} \cdot \mathrm {d} \mathbf {S} }
- Jednotky:[1][2]
Hlavní jednotkou v SI je 1 coulomb, značka 1 C.
Používanými (dříve normou doporučovanými) násobky a díly jsou
  - 1 megacoulomb, značka 1 MC,
  - 1 kilocoulomb, značka 1 kC,
  - 1 milicoulomb, značka 1 mC.

## Vlastnosti a výpočet
Elektrický indukční tok je číselně roven počtu indukčních čar prostupujících danou plochou (platí-li úmluva, že v homogenním poli počet indukčních čar procházejících plochou 1 m² je roven číselné hodnotě elektrické indukce tohoto pole).
V homogenním poli je elektrický indukční tok rovinnou plochou roven součinu obsahu plochy a složky vektoru elektrické indukce ve směru její normály, respektive součinu skalárně vzaté velikosti elektrické indukce a na ní kolmého průmětu dané plochy:
{\displaystyle \Psi =D_{\perp }S=DS_{\perp }=DS\cos \alpha },
kde α je úhel, který svírá vektor elektrické indukce s normálou plochy.
Podle Gaussova zákona platí, že elektrický indukční tok uzavřenou plochou je roven celkovému volnému náboji touto plochou obklopenému (Q), bez ohledu na jeho rozložení:
{\displaystyle \Psi =\oint _{S}\mathbf {D} \cdot \mathrm {d} \mathbf {S} =Q}

## Tok intenzity elektrického pole
Jako "elektrický tok" se (na rozdíl od doporučení norem pro veličiny a jednotky) označuje i veličina tok intenzity elektrického pole:
- Užívané značení: Χe[1], Фe či N
- Definice:
{\displaystyle \mathrm {X} _{\mathrm {e} }=\int _{S}\mathbf {E} \cdot \mathrm {d} \mathbf {S} }, kde E značí intenzitu elektrického pole.
- Jednotky:
Hlavní jednotkou v SI je 1 volt krát metr, značka 1 V·m.